# Poul Andersen (atlet - Ben Hur/Sparta)
 For alternative betydninger, se Poul Andersen. (Se også artikler, som begynder med Poul Andersen)
Poul Henry Andersen (født 3. august 1898 på Frederiksberg) var en dansk bankprokurist og atlet medlem af Ben Hur og IF Sparta.
Poul Andersen startede som fodboldspiller i KFUMs Boldklub, men begynde 1919 at dyrke atletik i Ben Hur. Han var under åren 1924-1927 i USA og vandt senere som medlem af Sparta 400 meter ved DM 1930 og 1931 samt fem staffet mesterskaber. Han satte i 1931 dansk rekord på 400 meter med 50,2 en rekord som stod i fem år. Efter karrieren fungerede han som starter ved alle større atletik stævner i København.

## Danske mesterskaber
- Guld 1931 400 meter 50,2
- Sølv 1931 200 meter 22,8
- Guld 1930 400 meter 51,0